# Gramatica limbii esperanto
Acest articol descrie gramatica limbii esperanto. Fiind o limbă artificală, gramatica limbii este foarte regulată și nu prezintă aproape nicio excepție. Este considerată o limbă ușoară de învățat.

## Prezentare generală
Din punct de vedere al tipologiei lingvistice, esperanto este o limbă aglutinantă, topica cea mai întâlnită este SVO, dar ea este oarecum flexibilă mulțumită cazurilor, care sunt două: nominativ și acuzativ. Nu există gen sau clase nominale de niciun fel, declinarea substantivelor constă în 4 forme: două posibilități pentru număr și două pentru caz. Formele verbale sunt de asemenea simple, constând în forma de infinitiv, două feluri de participii pentru fiecare timp, imperativ, indicativ (care are 3 timpuri), condițional și imperativ.

## Structura cuvintelor
Părțile de vorbire se disting prin vocala finală:
- -o pentru substantive la nominativ singular
- -i pentru verbe (la infinitiv) și pronume personale
- -a pentru adjective
- -e pentru adverbe; există și câteva adverbe, nederivate, terminate în -aŭ
- numeralele, prepozițiile și câteva adverbe nederivate nu au nici o terminație specifică. Cuvintele consistă dintr-o rădăcină, care le dă sensul, unul sau mai multe afixe (dacă este cazul) și vocala finală, care arată partea de vorbire a cuvântului.

De exemplu, structura cuvântului malsanulejo spital:
| prefix | rădăcină | sufix | sufix | vocală finală |
| mal-   | san      | -ul-  | -ej-  | -o            |
| ------ | -------- | ----- | ----- | ------------- |

Rădăcina san- înseamnă sănătate, sănătos. Cu prefixul mal- se obține sensul opus, adică bolnav. Sufixul -ul- înseamnă persoană, iar -ej- înseamnă loc; adică "loc pentru oameni bolnavi".
Fiecare rădăcină are o parte de vorbire inerentă: nominală, adjectivală, verbală sau adverbială. Acestea trebuie memorate explicit și afectează utilizarea sufixelor de parte de vorbire. Cu o rădăcină adjectivală sau verbală, sufixul nominal -o indică o abstracție: parolo (un act de vorbire, cuvântul cuiva) din rădăcina verbală paroli (a vorbi); belo (frumusețe) din rădăcina adjectivală bela (frumoasă); în timp ce cu un substantiv, sufixul nominal indică pur și simplu substantivul. Rădăcinile nominale sau verbale pot fi de asemenea modificate cu sufixul adjectival -a: reĝa (regal), din rădăcina nominală reĝo (un rege); parola (vorbit). Diversele terminații verbale înseamnă a fi [__] atunci când sunt adăugate la o rădăcină adjectivală: beli (a fi frumos); iar cu o rădăcină nominală înseamnă „a acționa ca” substantivul, „a folosi” substantivul etc., în funcție de semantica rădăcinii: reĝi (a domni). Există relativ puține rădăcini adverbiale, astfel încât majoritatea cuvintelor terminate în -e sunt derivate: bele (frumos). Adesea cu o rădăcină nominală sau verbală, echivalentul este o perifrază prepozițională: parole (prin vorbire, oral); vide (prin vedere, vizual); reĝe (ca un rege, regal).
Semnificațiile afixelor de parte de vorbire depind de partea de vorbire inerentă rădăcinii la care sunt aplicate. De exemplu, brosi (a peria) se bazează pe o rădăcină nominală (și, prin urmare, figurează în dicționarele moderne la intrarea broso), în timp ce kombi (a pieptăna) se bazează pe o rădăcină verbală (și, prin urmare, figurează la kombi). Schimbând sufixul în -o, sensurile similare ale lui brosi și kombi devin divergente: broso este o perie, numele unui instrument, în timp ce kombo este o pieptănare, numele unei acțiuni. Altfel spus, schimbarea verbului kombi (a pieptăna) în substantiv creează pur și simplu numele acțiunii; pentru numele instrumentului, se folosește sufixul -ilo, care derivă cuvinte pentru instrumente din rădăcini verbale: kombilo (un pieptene). Pe de altă parte, transformarea rădăcinii nominale broso (o perie) în verb ne dă acțiunea asociată substantivului respectiv, brosi (a peria). Pentru numele acțiunii, sufixul -ado va transforma un verb derivat înapoi într-un substantiv: brosado (a peria). În mod similar, o abstractizare a unei rădăcini nominale (schimbarea acesteia în adjectiv și apoi înapoi în substantiv) necesită sufixul -eco, ca în infaneco (copilărie), dar o abstractizare a unei rădăcini adjectivale sau verbale necesită doar nominalul -o: belo (frumusețe). Cu toate acestea, formele cu afixare redundantă precum beleco sunt acceptabile și utilizate pe scară largă.
Un număr limitat de adverbe de bază nu se termină cu -e, ci cu o terminație parte de vorbire nedefinită -aŭ. Nu toate cuvintele terminate în -aŭ sunt adverbe, iar majoritatea adverbelor care se termină în -aŭ au alte funcții, cum ar fi hodiaŭ "astăzi" (substantiv sau adverb) sau ankoraŭ "încă, încă" (conjuncție sau adverb). Aproximativ o duzină de alte adverbe sunt rădăcini goale, cum ar fi nun "acum", tro "prea, prea mult", fără a număra adverbele din tabelul de corelative.
Terminațiile părții de vorbire se pot dubla. În afară de sufixul -aŭ, unde adăugarea unei a doua terminații este aproape universală, acest lucru se întâmplă doar ocazional. De exemplu, vivu! "viva!" (voltivul lui vivi „a trăi”) are o formă nominală vivuo (un strigăt de „viva!”) și o formă dublu verbală vivui (a striga „viva!”).

## Articolul
Esperanto nu are articole nehotărâte („un”, „o” în limba română), dar are un singur articol hotărât, invariabil gramatical (nu își schimbă forma și nu se acordă cu substantivul la care e atașat), și acela este la. Este similar cu „the” din engleză sau „la”/„el” din spaniolă. Interesant este faptul că, printre limbile europene, doar limbile celtice, precum irlandeza și galeza, au un cuvânt separat pentru articolul hotărât, dar niciun cuvânt pentru articolul nedefinit, în timp ce alte limbi, precum cele majoritatea celor slave, finlandeza sau maghiara nu au niciun fel de articol.
Poate fi folosit pentru a specifica obiecte ale căror existență a fost menționată mai devreme:
Mi trovis botelon kaj deprenis la fermilon.
Am găsit sticla și i-am scos capacul.
Pentru clase de obiecte sau tipuri:
La gepardo estas la plej rapida el la bestoj.
Ghepardul este cel mai rapid dintre animale.
La abeloj havas harojn, sed ili ne taŭgas por karesi.
Albinele au blană, dar nu e bine să le mângâi.
Pentru adjective folosite ca substantive comune, cum ar fi adjectivele etnice folosite ca nume de limbi:
la blua
cel albastru
la angla
engleza (adică „limba engleză”)
Adjectivul ar fi putea fi forma adjectivală a unui pronume personal, care funcționează ca un pronume posesiv:
La mia bluas, la via ruĝas.
A mea este albastră, a ta roșie.

## Substantivul
Toate substantivele se termină în -o. Pluralul se formează adăugând terminația -j. Există numai două cazuri: nominativ și acuzativ. Acuzativul se formează adăugând terminația -n (la plural, după sufixul -j). Prin urmare, un substantiv din esperanto are patru forme, după cum se vede în tabelul următor:
|          | Nominativ | Acuzativ |
| -------- | --------- | -------- |
| Singular | -o        | -on      |
| Plural   | -oj       | -ojn     |

Numele pot fi pluralizate atunci când se face referire la mai mult de o persoană cu acel nume:
la fratoj Felikso kaj Leono Zamenhofoj (frații Felix și Leon Zamenhof)

### Nominativul
Nominativul se folosește pentru a exprima subiectul propoziției:
- La knabo manĝas panon. Băiatul mănâncă pâine.

De asemenea, numele predicativ stă întotdeauna în nominativ (o greșeală des întâlnită la începători este folosirea acuzativului în această situație):
- Mi estas knabo. Eu sunt un băiat.
- La studento iĝis fama profesoro. Studentul a devenit un profesor faimos.

Nominativul este folosit cu toate prepozițiile:
- Mi estas en la domo. Sunt în casă.
- Mi ne povis veni pro vi. N-am putut să vin din cauza ta.
- La centro de la urbo estas tre malnova. Centrul orașului este foarte vechi.

Câteva prepoziții pot fi folosite și cu acuzativul, vezi mai jos.

### Acuzativul
În majoritatea cazurilor, acuzativul se folosește pentru a desemna complementul direct:
- La knabo manĝas panon. Băiatul mănâncă pâine.
- La knabon vidis mia amiko. Pe băiat l-a văzut prietenul meu.

Acuzativul este de asemenea folosit cu unele prepoziții pentru a indica direcția:
- Mi estas en la domo. Sunt în casă. — dar:
- Mi iras en la domon. Mă duc în casă.

Pentru a arăta durata sau distanța:
- La kunveno daŭris kelkajn horojn. Întrunirea a durat câteva ore.
- Ni piediris du kilometrojn ĝis lia domo. Am mers doi kilometri până la el acasă.
- Bonvolu atendi min kvin minutojn. Așteaptă-mă cinci minute, te rog.

În câteva expresii uzuale:
- Bonan tagon! Bună ziua!
- Bonan nokton! Noapte bună!
- Dankon! Mulțumesc!
- Feliĉan naskiĝtagon! La mulți ani (de zi de naștere)

## Adjectivul
Toate adjectivele se termină în -a. Pluralul și acuzativul se formează exact ca la substantive. Prin urmare, un adjectiv are tot patru forme:
|          | Nominativ | Acuzativ |
| -------- | --------- | -------- |
| Singular | -a        | -an      |
| Plural   | -aj       | -ajn     |

Adjectivul se acordă în caz și număr cu substantivul pe care îl determină. Cum în esperanto nu există gen gramatical, nu poate fi vorba de acord în gen. Câteva exemple:
- Nia nova samklasano estas lerta. Noul nostru coleg este deștept.
- Mi ne konas nian novan samklasanon. Nu-l cunosc pe noul nostru coleg.
- Niaj novaj samklasanoj estas lertaj. Noii noștri colegi sunt deștepți.
- Mi ne konas niajn novajn samklasanojn. Nu-i cunosc pe noii noștri colegi.

## Prepozițiile
Deși ordinea cuvintelor în esperanto este destul de liberă, prepozițiile trebuie să stea la începutul unei perifrază nominală. În timp ce în limbi precum germana, prepozițiile pot cere ca un substantiv să fie în diferite cazuri (acuzativ, dativ, etc.), în esperanto toate prepozițiile cer nominativ: por Johano (pentru Ioan). Singura excepție este atunci când există două sau mai multe prepoziții și una este înlocuită de acuzativ.
Prepozițiile trebuie utilizate cu un sens precis. Atunci când nicio prepoziție nu este în mod clar corectă, trebuie folosită prepoziția indefinită je:
ili iros je la tria de majo (se vor duce pe 3 martie: „pe” folosit aici nu e tradus exact).
Alternativ, acuzativul poate fi folosit fără prepoziție:
ili iros la trian de majo.
Deși la trian (al treilea) este la acuzativ, de majo (de mai) este încă o perifrază prepozițională, și astfel substantivul majo rămâne în cazul nominativ.
O utilizare frecventă a acuzativului este în locul lui al (către) pentru a indica direcția sau scopul mișcării (construcție alativă). Este deosebit de frecventă atunci când altfel ar exista o prepoziție dublă:
la kato ĉasis la muson en la domo (pisica a urmărit șoarecele în [în interiorul] casei)
la kato ĉasis la muson en la domon (pisica a urmărit șoarecele până în casă).
Acuzativul/alativul poate înlocui și alte prepoziții, în special atunci când acestea au semnificații vagi care nu adaugă prea mult context. Adverbele, cu sau fără sufixul de caz, sunt frecvent utilizate în locul frazelor prepoziționale:
li iris al sia hejmo (s-a dus acasă)
li iris hejmen (s-a dus acasă)
Atât por, cât și pro pot corespunde românescului „pentru”. Cu toate acestea, por indică pentru un scop (sensul cel mai obișnuit al lui 'pentru'), în timp ce pro indică pentru o cauză și poate fi tradus mai des prin 'din cauza': A vota por prietenul tău înseamnă a vota un buletin de vot cu numele său pe el, în timp ce a vota pro prietenul tău înseamnă a vota din cauza a ceva ce i s-a întâmplat sau a ceva ce a spus sau a făcut.
O altă prepoziție, de este folosită deseori ca prepoziția „de” în română, cu diferența că e utilizată și pentru a exprima posesia:
libro de Andreio (cartea lui Andrei)
li venis de la butiko (a venit de la magazin)
mordita de hundo (mușcat de un câine)
Prepozițiile el (din, făcut din) și da (cantitate de, unitate de formă și conținut) vedem iar că se potrivesc destul de bine cu „din” și respectiv „de”:
tablo el ligno (o masă din lemn)
glaso da vino (un pahar de vin)
listo da kondiĉoj de la kandidatoj (o listă de condiții de la candidați)

## Pronumele
Pronumele personale din esperanto sunt următoarele:
|               |              | Singular | Plural |
| ------------- | ------------ | -------- | ------ |
| Pers. I       | Pers. I      | mi       | ni     |
| Pers. a II-a  | Pers. a II-a | ci / vi  | vi     |
| Pers. a III-a | masculin     | li       | ili    |
| Pers. a III-a | feminin      | ŝi       | ili    |
| Pers. a III-a | neutru       | ĝi       | ili    |
| Impersonal    | Impersonal   | oni      | oni    |
| Reflexiv      | Reflexiv     | si       | si     |

Acuzativul se formează adăugând -n, ca la substantive și adjective: mi eu, min pe mine. Adjectivul pronominal posesiv se formează adăugând -a, și se declină ca oricare alt adjectiv: ni noi, nia al nostru, a noastră.

### Folosire:cișivi
Pronumele ci este foarte rar folosit în esperanto. În general nici nu apare în manuale, iar atunci când este folosit, poate avea o conotație peiorativă. Prin urmare, pronumele vi este folosit și la singular, și la plural, și ca pronume de politețe, corespunzând pronumelor din română tu, voi, dumneata și dumneavoastră.

### Folosire:li,ŝișiĝi
Pronumele li și ŝi se folosesc numai cu referire la persoane sau animale și lucruri personificate. Pronumele ĝi poate desemna animale, lucruri, idei abstracte etc.

### Folosire:oni
Pronumele oni nu are un echivalent în limba română. Este echivalentul franțuzescului on când nu este folosit pentru a exprima persoana I singular, germanului man, sau englezescului „one” în construcții de tipul „one does not ...”. Se folosește atunci când este vorba de ceea ce se face în general, când autorul acțiunii nu poate fi bine precizat. Este folosit mai ales ca subiect. De exemplu: Ĉi tie oni laboras multe. Aici se muncește mult. - este vorba de oameni în general, și nu de cineva anume.

### Folosire:si
Pronumele si - și derivatele sale - se poate întrebuința doar la persoana a treia. El se referă la subiectul propoziției, însă nu poate fi subiect sau parte din subiect. De exemplu: Li lavas lin = El îl spală pe el (pe o altă persoană de gen masculin). Li lavas sin = El se spală.

### Pronumeleri
Pronumele neoficial de persoana a treia singular, neutru din punct de vedere al genului, ri a devenit relativ popular începând cu 2010, mai ales în rândul vorbitorilor tineri. Este folosit atunci când genul referentului este necunoscut sau trebuie ignorat. Deși vorbitorii care folosesc acest pronume sunt o minoritate începând cu 2020, el este înțeles pe scară largă de către utilizatorii activi de esperanto. Adversarii săi obiectează adesea că orice nou pronume este o schimbare inacceptabilă a regulilor și paradigmelor de bază formulate în Fundamento. Zamenhof însuși a propus utilizarea lui ĝi în astfel de situații; opoziția comună față de referirea la persoane cu ĝi neutru din punct de vedere al genului în prezent se datorează în primul rând omniprezenței tradiționale a lui li sau ŝi pentru persoane și a lui ĝi pentru animale non-umane și obiecte inanimate.

## Corelativele
|                          |     | Interogativ (ce)              | Demonstrativ (acesta, acela)      | Nehotărât (niște, câțiva, câteva) | Universal (toți, toate)          | Negativ                      |
| ki-                      | ti- | i-                            | ĉi-                               | neni-                             |                                  |                              |
| ------------------------ | --- | ----------------------------- | --------------------------------- | --------------------------------- | -------------------------------- | ---------------------------- |
| Tip                      | ‑a  | kia (ce fel de, ce tip de)    | tia (acel tip de, un/o astfel de) | ia (vreun fel de)                 | ĉia (tot felul de)               | nenia (niciun fel de)        |
| Motiv                    | ‑al | kial (de ce)                  | tial (drept care)                 | ial (dintr-un anumit motiv)       | ĉial (din toate motivele)        | nenial (pentru niciun motiv) |
| Timp                     | ‑am | kiam (când)                   | tiam (apoi)                       | iam (la un moment dat, cândva)    | ĉiam (întotdeauna)               | neniam (niciodată)           |
| Spațiu                   | ‑e  | kie (unde)                    | tie (acolo)                       | ie (undeva)                       | ĉie (peste tot)                  | nenie (niciunde, nicăieri)   |
| Mișcare                  | ‑en | kien (încotro, [de] unde)     | tien ([în] colo, [înspre] acolo)  | ien ([către] undeva)              | ĉien ([spre] oriunde)            | nenien ([spre] nicăieri)     |
| Mod                      | ‑el | kiel (cum, precum, în ce fel) | tiel (așa)                        | iel (cumva)                       | ĉiel (în orice fel)              | neniel (în niciun fel)       |
| Posesiv                  | ‑es | kies (al/a/ai/ale cui)        | ties (al lui/ei/lor)              | ies (al cuiva)                    | ĉies (al tuturor)                | nenies (al nimănui)          |
| Pronume demonstrativ     | ‑o  | kio (ce)                      | tio (acela/aceea)                 | io (ceva)                         | ĉio (orice)                      | nenio (nimic)                |
| Cantitate                | ‑om | kiom (cât)                    | tiom (atât de mult)               | iom (niște, puțin, un pic)        | ĉiom (tot)                       | neniom (nimic)               |
| Determinant demonstrativ | ‑u  | kiu (cine, care)              | tiu (acela/aceea, acel/acea X)    | iu (cineva, un anumit X)          | ĉiu (toată lumea, toți, fiecare) | neniu (nimeni, niciun X)     |

## Verbul
Toate flexiunile verbale sunt regulate. Există trei timpuri ale modului indicativ. Celelalte moduri sunt condițional, volitiv (tratat de unii ca jusiv) și infinitiv. Gramatica nu impune distincții aspectuale, dar expresiile derivaționale ale Aktionsart-ului sunt frecvente.
Verbele nu își schimbă forma în funcție de subiect. Eu sunt, noi suntem și el este sunt pur și simplu mi estas, ni estas, respectiv li estas. Ca în română, subiectele impersonale nu sunt utilizate: pluvas (plouă), estas muso en la domo (este un șoarece în casă).
Majoritatea verbelor sunt în mod inerent tranzitive sau intranzitive. Ca și în cazul părții de vorbire al unei rădăcini, acest lucru nu reiese din forma verbului și trebuie pur și simplu memorat. Transitivitatea se schimbă cu afixele -ig- (transitivatorul/cauzativ) și -iĝ- (intransitivatorul/diateză medie) după rădăcină; de exemplu:
akvo bolas je cent gradoj (apa fierbe la 100 de grade)
ni boligas la akvon (fierbem apa)
(boli este un verb intransitiv; afixul -ig- îl face tranzitiv)
mi movis la biciklon al la ĝardeno (am mutat bicicleta în grădină)
la biciklo moviĝis tre rapide (bicicleta s-a mișcat foarte repede)
(movi este un verb tranzitiv; afixul -iĝ- îl face intranzitiv)

### Paradigmă verbală
Timpurile au vocale caracteristice. Și anume, a indică timpul prezent, i trecutul, iar o viitorul. (Cu toate acestea, i singur este folosit pentru infinitiv).
|         | Indicativ | Participiu activ | Participiu pasiv | Condițional | Volitiv | Infinitiv |
| ------- | --------- | ---------------- | ---------------- | ----------- | ------- | --------- |
| Perfect | -is       | -inta            | -ita             | -us         | -u      | -i        |
| Prezent | -as       | -anta            | -ata             | -us         | -u      | -i        |
| Viitor  | -os       | -onta            | -ota             | -us         | -u      | -i        |

Formele verbale pot fi ilustrate cu rădăcina esper- (speranță):
esperis (am sperat, ai sperat, etc.)
esperas (sper, speri, speră, etc.)
esperos (voi spera, vei spera, va spera, etc.)
esperus (aș spera, ai spera, ar spera)
esperu (speră! [o comandă, poate fi folosit și pentru a exprima dorințe])
esperi (a spera)
Un verb poate fi accentuat cu particula ja (într-adevăr, chiar): mi ja esperas (eu chiar sper), mi ja esperis (eu chiar speram).

### Timpuri verbale
În vorbire indirectă, timpul în esperanto este relativ. Acest lucru diferă de timpul în română, unde timpul este trecut, prezent sau viitor al momentului vorbirii: În Esperanto, timpul unei propoziții subordonate este în schimb anterior sau posterior față de timpul verbului principal. De exemplu, „Andrei a zis că va pleca” este în esperanto Andreio diris, ke li iros; aceasta nu înseamnă că va merge la un moment dat în viitor de acum, ci că în momentul în care a spus acest lucru, plecarea sa era încă în viitor.

### Mod verbal
Modul condițional este utilizat pentru expresii precum se mi povus, mi irus (dacă aș putea, aș merge) și se mi estus vi, mi irus (dacă aș fi în locul tău, aș merge).
Modul volitiv este utilizat pentru a indica faptul că o acțiune sau o stare este dorită, solicitată, ordonată sau urmărită. Din acest punct de vedere, nu este tocmai volitiv, dar o combinație între volitiv și imperativ, pentru că exprimă și acțiuni ordonate. Deși forma verbală este formal numită volitivă, în practică poate fi văzută mai degrabă ca o formă mai largă a deonticului decât ca o formă volitivă pură, deoarece este folosită și pentru a exprima ordine și comenzi, pe lângă dorințe. Servește ca imperativ și îndeplinește unele dintre funcțiile subjonctivului:
Iru! (Du-te!)
Mi petis, ke li venu. (I-am cerut să vină.)
Li parolu. (Lasă-l să vorbească.)
Ni iru. (Hai să mergem!)
Mia filino belu! (Fie fiica mea frumoasă!)

## Numere

### Numerale cardinale
Numerele cardinale sunt:
| Număr    | Număr în esperanto | Număr în română |
| -------- | ------------------ | --------------- |
| 0        | nul                | zero            |
| 1        | unu                | unu             |
| 2        | du                 | doi             |
| 3        | tri                | trei            |
| 4        | kvar               | patru           |
| 5        | kvin               | cinci           |
| 6        | ses                | șase            |
| 7        | sep                | șapte           |
| 8        | ok                 | opt             |
| 9        | naŭ                | nouă            |
| 10       | dek                | zece            |
| 100      | cent               | o sută          |
| 1000     | mil                | o mie           |
| 1000.000 | miliono            | un milion       |

Din punct de vedere gramatical, acestea sunt numerale, nu substantive și, ca atare, nu iau sufixul de caz acuzativ -n. Cu toate acestea, unu (și numai unu) este uneori folosit adjectival sau demonstrativ, însemnând „un anumit”, iar în astfel de cazuri poate lua afixul de plural -j, la fel ca pronumele demonstrativ tiu:
unuj' homoj „anumite persoane”;
ili kuris unuj post la aliaj „au alergat unii după alții”.
Într-o astfel de utilizare, unu este neregulat în sensul că nu ia decât rareori afixul de caz acuzativ/prepozițional -n la singular, dar o face în mod regulat la plural:
ian unu ideon „o anumită idee”,
dar
unuj objektoj venis en unujn manojn, aliaj en aliajn manojn „unele obiecte au ajuns în anumite mâini, altele în alte mâini”.
În plus, la numărătoare, u final din unu poate fi eliminat, ca și cum ar fi un sufix de parte de vorbire:
Un'! Du! Tri! Kvar!

### Peste o mie
Pentru numere mai mari de mii, rădăcinile folosite internațional „miliono” și „miliardo” sunt folosite. Peste acestea, se folosește un sistem diferit de standardele sisteme „lungi” și „scurte” din majoritatea limbilor europene. În Esperanto, se adaugă sufixul -iliono la numerale pentru a specifica numere mai mare de miliarde, câteodată suplementat de un al doilea sufix -iliardo, în timp ce cuvântul „biliono” este în curs de scoatere din folosința de zi cu zi.
106: miliono
109: miliardo (sau mil milionoj)
1012: duiliono
1015: duiliardo (sau mil duilionoj)
1018: triiliono
1021: triiliardo (sau mil triilionoj)
... etc.
Aceste forme sunt substantive gramaticale, nu numerale și, prin urmare, nu pot modifica direct un substantiv: mil homojn (o mie de oameni [acuzativ]) dar milionon da homoj (un milion de oameni [acuzativ]).